# トダ・デ・パンプローナ
トダ・アスナーレス・デ・パンプローナ（スペイン語：Toda Aznárez de Pamplona, ? - 958年10月15日）は、パンプローナ王サンチョ・ガルセス1世の妃。931年より息子ガルシア・サンチェス1世が幼年の間、パンプローナ王国の摂政をつとめた。トダはパンプローナの前王家であったイニゴ・アリスタ家の子孫である。

## 家族
トダの父ララウン領主アスナール・サンチェスはパンプローナ王ガルシア・イニゲスの男系の孫であり、一方母オネカ・フォルトゥネスはパンプローナ王フォルトゥン・ガルセスの娘であった。したがって、トダは前王家のイニゴ・アリスタ家の子孫であった。また、トダはカリフのアブド・アッラフマーン3世の叔母か又従姉妹であった。トダはパンプローナ王サンチョ・ガルセス1世と結婚し、2人の間には以下の子女が生まれた。
- ウラカ（956年没） - レオン王ラミロ2世と結婚
- オネカ（931年没） - レオン王アルフォンソ4世と結婚
- サンチャ - レオン王オルドーニョ2世と結婚、アラバ伯アルバロ・エラメリスと再婚、カスティーリャ伯フェルナン・ゴンサレスと再々婚
- ベラスキタ - アラバ伯ムニオ・ベラスと結婚、ガリンド・デ・リバゴルサと再婚、フォルトゥン・ガリンデスと再々婚
- オルビタ
- ガルシア・サンチェス1世（919年頃 - 970年） - ナバラ王

トダの夫サンチョ・ガルセス1世は、息子がまだ未成年の間に死去したため、トダの妹サンチャと結婚した夫の弟ヒメノ・ガルセスが跡を継いだ。

## 摂政
931年に義弟ヒメノ・ガルセスが死去し、トダは幼年の息子ガルシア・サンチェス1世の摂政および後見人をつとめた。934年、トダは甥のアブド・アッラフマーン3世に忠誠を誓う条約に署名し、バヌ・ディルヌン家の人質を解放し、カリフは息子ガルシア・サンチェス1世の支配を認めた（これは、ガルシア・サンチェス1世を母親の直接の支配から解放するためのカリフの行いと解釈されることがある）。これは、「イスラム教徒を嫌う短気な男」であるフォルトゥン・ガルセス伯によるファルセスでの反乱につながったが、この反乱はコルドバ軍により鎮圧された。トダは937年に条約に違反し、過酷な遠征を余儀なくされた。947年から955年までの間、トダは義理の娘である王妃を排除するための王国の特許状を発行し、959年にも再び発行した。958年に、トダはデジオ、リサラやその他の特定されていない町の周辺にあった自身の従属王国を支配していた。
同年、トダは孫であるレオン王サンチョ1世の健康状態に関心を持った。サンチョ1世は主に肥満により退位させられていた。トダは、良い医師がいることで有名なコルドバのカリフ、アブド・アッラフマーン3世の支援を求めた。カリフは自身のユダヤ人医師ハスダイ・イブン・シャプルトをトダのもとに送り、トダがコルドバの町を訪れることを条件にサンチョ1世を治すことを約束した。こうして、トダ、息子ナバラ王ガルシア・サンチェス1世、孫のレオン王サンチョ1世、および貴族や聖職者がコルドバに到着し、そこで彼らは十分な栄誉と豪華なもてなしを受けた。このキリスト教徒の王妃がイスラム教のカリフ国の首都に到着したことで、アブド・アッラフマーン3世は臣民の間で名声が高まり、このトダらの訪問は中世の外交の歴史において画期的な出来事であったと考えられている。サンチョ1世の治療は成功し、「過度の肥満から解放された」。
トダは精力的に外交を行い、イベリアのキリスト教徒の王族や貴族と競い合って娘たちの政略結婚を取り決めた。トダは958年に死去した。